# Pachycondyla obtusa
Pachycondyla obtusa är en myrart som beskrevs av Carlo Emery 1900. Pachycondyla obtusa ingår i släktet Pachycondyla och familjen myror. Inga underarter finns listade i Catalogue of Life.